# Archie Marshek
Archie Marshek (* 15. Februar 1902 in Cass Lake, Minnesota; † 29. März 1992 in Lawton, Oklahoma) war ein US-amerikanischer Filmeditor.
Seine Filmkarriere begann 1927. Bis zu seinem Ruhestand 1971 schnitt er knapp 100 Spielfilme. Ein Regisseur, mit dem er mehrfach zusammenarbeitete, war Norman Taurog.

## Filmografie (Auswahl)
- 1927: Legionnaires in Paris
- 1931: Consolation Marriage
- 1932: Symphony of Six Million
- 1932: Graf Zaroff – Genie des Bösen (The Most Dangerous Game)
- 1932: Luana (Bird of Paradise)
- 1934: La Cucaracha (Kurzfilm)
- 1935: Der Untergang von Pompeji (The Last Days of Pompeii)
- 1936: Tanzende Piraten (Dancing Pirate)
- 1937: High, Wide and Handsome
- 1938: Tropic Holiday
- 1939: Erbschaft um Mitternacht (The Cat and the Canary)
- 1940: Mystery Sea Raider
- 1942: Der gläserne Schlüssel (The Glass Key)
- 1944: Ministerium der Angst (Ministry of Fear)
- 1945: Incendiary Blonde
- 1946: Die seltsame Liebe der Martha Ivers (The Strange Love of Martha Ivers)
- 1947: Kalkutta (Calcutta)
- 1947: Meine bessere Hälfte (Dear Ruth)
- 1948: Der Todesverächter (Whispering Smith)
- 1949: Ritter Hank, der Schrecken der Tafelrunde (A Connecticut Yankee in King Arthur's Court)
- 1949: Die Todesreiter von Laredo (Streets of Laredo)
- 1950: Die Farm der Besessenen (The Furies)
- 1950: Herz in der Hose (Fancy Pants)
- 1952: Die Stadt der tausend Gefahren (The Atomic City)
- 1952: Der Weg nach Bali (Road to Bali)
- 1954: Der sympathische Hochstapler (Living It Up)
- 1955: Man ist niemals zu jung (You’re Never Too Young)
- 1957: Der Mann, der niemals lachte (The Buster Keaton Story)
- 1958: König der Freibeuter (The Buccaneer)
- 1961: Der Besessene (One-Eyed Jacks)
- 1964: Ein tollkühner Draufgänger (The Lively Set)
- 1964: Zusammen in Paris (Paris When It Sizzles)
- 1965: Boeing-Boeing
- 1965: Schwarze Sporen (Black Spurs)
- 1966: Überfall auf die Queen Mary (Assault on a Queen)
- 1967: Seemann, ahoi! (Easy Come, Easy Go)
- 1968: Bizarre Morde (No Way to Treat a Lady)